# 벨기에 요리

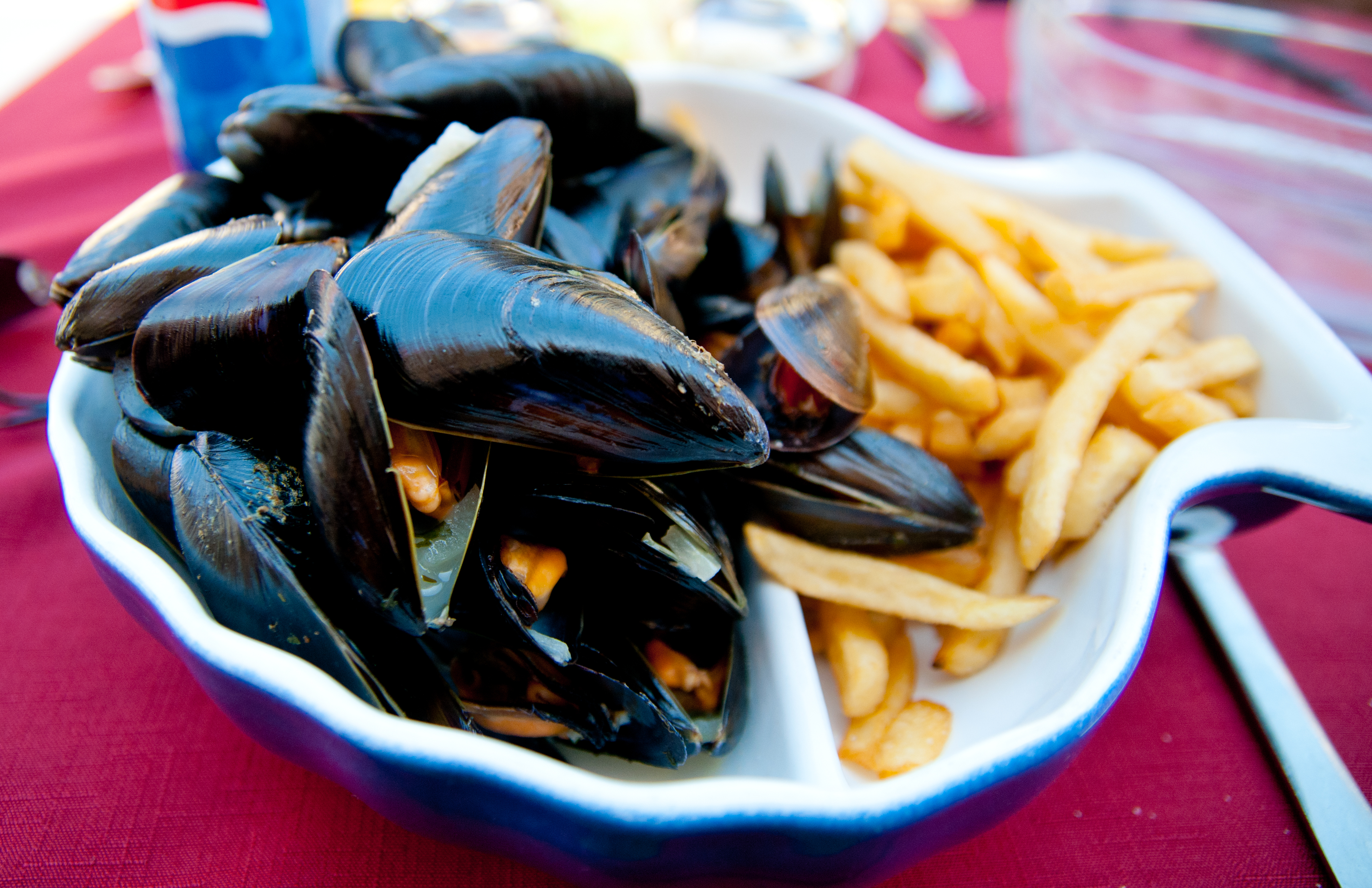
물 프리트

벨기에 요리(België 料理, 네덜란드어: Belgische keuken 벨히스허 쾨컨[*], 프랑스어: cuisine belge 퀴진 벨주[*], 독일어: belgische Küche 벨기셰 퀴헤[*])는 서유럽에 있는 벨기에의 요리이다. 크게 구별하면 프랑스 요리와 유사한 왈롱 요리와 프랑스 요리를 기초로 독자적인 발전을 이룬 플랑드르 요리로 나뉜다. 전통적인 프랑스 요리를 기초로 하고 있기 때문에, 벨기에의 음식 문화는 대체로 프랑스 북부의 것과 닮아있다. 프랑스 북부 마찬가지로 버터와 크림을 많이 사용하여 삶는 요리와 그라탕이 많다. 메인 코스는 큰 접시에 인분을 듬뿍 담아낸다. 차이점으로는 프리트 (감자 튀김)와 으깬 감자 등 감자 반찬이 주식이 확고한 지위를 구축하고 있다는 점이다. 포도 재배에 적합하지 않은 기후 때문에 와인은 거의 수입에 의존하고 있지만, 맥주 종류는 많다. 그 때문에 맥주를 이용한 조림 요리가 많다.

## 식습관
아침, 점심은 가볍게 마치고 저녁에 배불리 먹는 것이 주류이다. 아침 식사는 타르틴 (tartine)이라는 밀을 사용한 얇게 썬 빵과 커피 또는 홍차가 일반적이다. 왈롱 사람은 잼 등을 발라 간소하게 먹는 경향이 있지만, 플라망인은 훈제 고기와 치즈를 얹어 샌드위치처럼 먹는 경향이 있다. 점심은 테이크 아웃 등으로 가볍게 보낸다. 바게트를 사용한 벨기에 풍 샌드위치 스탠드 등을 먹는다. 오후에는 차와 커피와 함께 초콜릿과 와플을 먹을 수 있다. 저녁 식사는 하루 중 가장 화려하다. 스테이크 등 고기 요리나 생선 요리에 야채를 곁들인 감자 반찬을 담은 3종 세트를 잘 먹는다. 스프가 곁들여지는 경우도 있으며 디저트는 거의 반드시 곁들여진다.

## 같이 보기
- 유럽 요리